# Isaak Behar
Isaak Behar (geb. 6. September 1923 in Berlin; gest. 22. April 2011 ebenda) war ein jüdischer Zeitzeuge der Judenverfolgung und wichtiger Mitinitiator der Wiedererrichtung einer sefardischen Synagoge in Berlin.

## Leben
Er wurde als Sohn sefardischer Eltern in Berlin geboren. Zitat: „Mein Pass war türkisch, meine Mutter sprach Ladino, meine Religion jüdisch, meine Erziehung preußisch“. Als Einziger der Familie – seine Eltern und seine beiden Schwestern wurden Anfang 1943 ermordet – überlebte er die Schoah im Untergrund versteckt und fing erst Jahrzehnte später an, darüber zu sprechen.
2002 veröffentlichte er seine Autobiografie unter dem Titel Versprich mir, dass du am Leben bleibst. Seine Erinnerungen an die Zeit des Nationalsozialismus gab er weiter an Schüler, Bundeswehrrekruten, Anwärter im Polizeidienst und an andere Interessierte. Laut Berlins Innensenator Ehrhart Körting hat er „eine Generation von jungen Polizeibeamten mitgeprägt“.
In Berlin war Isaak Behar lange Jahre Gemeindeältester. Am 22. April 2011 starb er in Berlin und wurde auf dem Jüdischen Friedhof Scholzplatz beigesetzt.

## Schriften
- Versprich mir, dass du am Leben bleibst. Ein jüdisches Schicksal. Ullstein, Berlin 2002, ISBN 3-89834-036-8.

## Auszeichnungen
- 2003: Verdienstorden des Landes Berlin

## Quelle
- Jüdische Allgemeine. Ausgabe 18/11, 5. Mai 2011, S. 14.